# Gamo (zona)
Gamo è una delle zone amministrative in cui è suddivisa la Regione delle Nazioni, Nazionalità e Popoli del Sud in Etiopia.

## Woreda
La zona è composta da 18 woreda:
1. Arba Minch town
2. Arba Minch Zuria
3. Bonke
4. Boreda
5. Chencha
6. Chencha Zuriya
7. Daramalo
8. Dita
9. Ezo /Kogota
10. Gacho Baba
11. Garda Marta
12. Gerese
13. Kemba
14. Kemba town
15. Kucha
16. Kucha Alpha
17. Mirab Abaya
18. Selamber town